# District de Conches
Le district de Conches, appelé en allemand Bezirk Goms et dont Goms est le chef-lieu, est un des treize districts du canton du Valais en Suisse. Il est situé dans la vallée homonyme.
Sous l'Ancien Régime, le dizain de Conches est un des dizains de la République des Sept Dizains jusqu'en 1798. De 1798 à 1802, c'est un district de la République helvétique sous le nom de district d'Ernen. En 1815, il prend à nouveau le nom de dizain de Conches et devient le district de Conches en 1848.

## Gentilé
Les habitants du district se nomment les Conchards.

## Liste des communes
Voici la liste des communes composant le district avec, pour chacune, sa population.

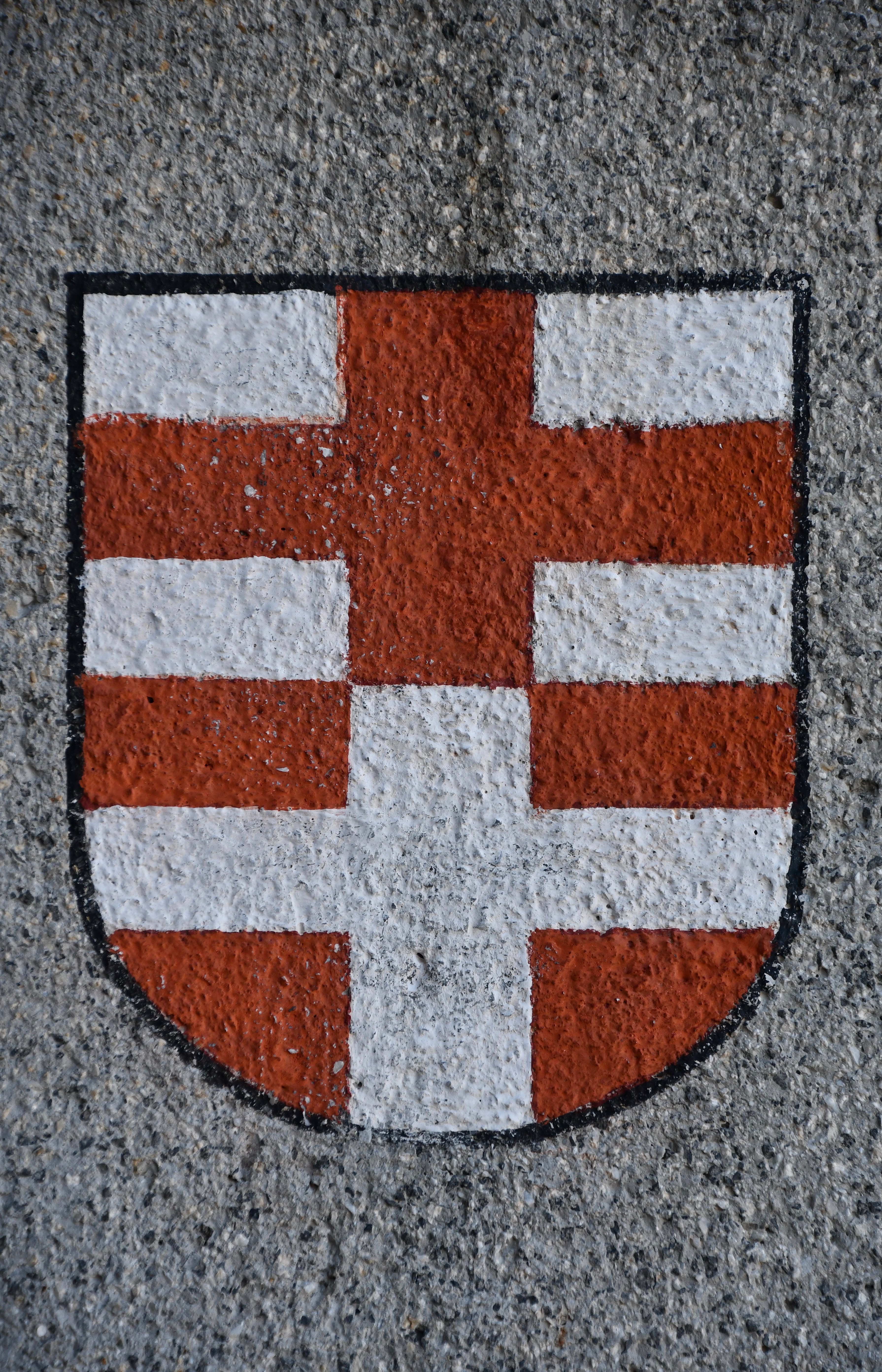
Peinture du drapeau du district.

| Nom         | N° OFS | Population (décembre 2022) |
| ----------- | ------ | -------------------------- |
| Bellwald    | 6052   | +000338,                   |
| Binn        | 6054   | +000128,                   |
| Ernen       | 6056   | +000528,                   |
| Fiesch      | 6057   | +000925,                   |
| Fieschertal | 6058   | +000351,                   |
| Goms        | 6077   | +001 142,                  |
| Lax         | 6061   | +000333,                   |
| Obergoms    | 6076   | +000640,                   |
| Total       | Total  | +004 385,                  |